# Каттингер, Ингеборг
Ингеборг Каттингер (нем. Ingeborg Kattinger; также известна как Инге Каттингер (нем. Inge Kattinger); 13 декабря 1910 — 24 января 2003) — австрийская шахматистка, победительница чемпионата Австрии по шахматам среди женщин (1956, 1958, 1964, 1970).

## Биография
Ингеборг Каттингер окончила гимназию и получила педагогическое образование. Она получила степень по латыни и философии, а также по специальности греческий язык. Но эта комбинация была бесполезна для трудоустройства, и она продолжила изучать немецкий язык. Она также получила сертификат, чтобы стать преподавателем немецкого языка. В 1945 году Ингеборг Каттингер была вынуждена временно отказаться от преподавания по политическим причинам. В течение девяти лет она работала офис-менеджером в юридической фирме своего дяди и его преемника. Кроме того, Ингеборг Каттингер прошла семинар по графологии и получил степень доктора психологии.

## Шахматная карьера
Ингеборг Каттингер начала играть в шахматы в семь лет. В 1932 году она добилась успеха в сеансе одновременной игры против городского чемпиона Вены Ханса Мюллера, как единственная женщина, которая обыграла мастера. Свой первый турнир она сыграла в 1949 году, когда городском чемпионате Вены по шахматам среди женщин разделила первое место. С тех пор и до 1983 года она принимала участие во всех городских чемпионатах в Вене и восемь раз выиграла турнир: в 1954, 1955, 1956, 1962, 1969, 1970, 1971 и 1978 годах. Кроме того, Ингеборг Каттингер 17 раз участвовала в чемпионатах Австрии по шахматам среди женщин, выиграв их четыре раза: в 1956, 1958, 1964 и 1970 годах, а также шесть раз занимала второе или третье место. После чемпионата Австрии по шахматам среди женщин в Фельдкирхе в 1978 году, где Ингеборг Каттингер заняла второе место, она решила завершить участие в турнирах.
Ингеборг Каттингер выступала за Австрию на девяти шахматных олимпиадах среди женщин (1963—1976, 1980—1984).
Ингеборг Каттингер была сначала секретарём шахматного клуба «SK Hietzing», а потом и президентом с 1970 по 1990 год, занимала многочисленные должности в шахматной федерации Австрии, а также в шахматной федерации Вены. Всегда в центре ее внимания были женские шахматы. Она организовала более десятка международных турниров по шахматам среди женщин и ветеранов, пользовавшихся большой популярностью как у себя на родине, так и за рубежом.
В 1982 году за свою работу в качестве директора турнира Ингеборг Каттингер получила звание международного арбитра (IA) на Конгрессе ФИДЕ в Салониках. За свою плодотворную работу она также была удостоена многих наград: Серебряного креста за заслуги перед городом Вена, была почетным президентом Австрийской шахматной федерации, почетным президентом Венской шахматной федерации, почетным президентом шахматного клуба «SK Hietzing».